# Malvina Major

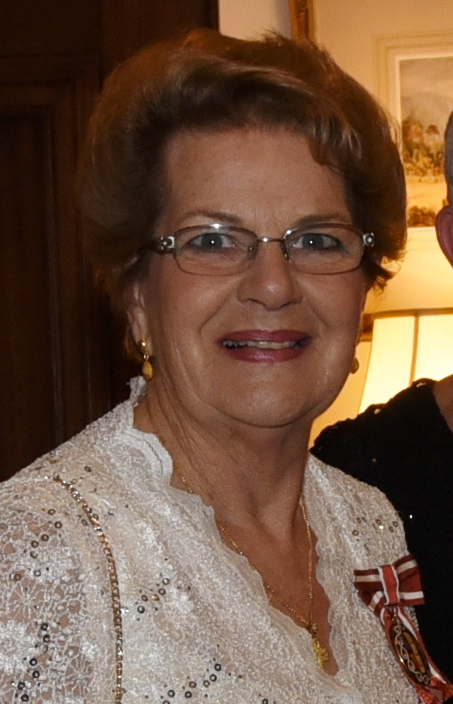
Malvina Major, 2016

Dame Malvina Lorraine Major ONZ GNZM DBE (* 28. Januar 1943 in Hamilton, Neuseeland) ist eine neuseeländische  Opernsängerin (Sopran/Mezzosopran).

## Leben

### Ausbildung
Malvina Major stammt aus einer großen Musiker-Familie. Seit ihrem dritten Lebensjahr singt sie im Familienverband und spielt Ukulele. Noch im Kindesalter absolvierte sie mehrere Gesangsauftritte im Bereich der Country- und Pop-Musik. Ihre Ausbildung in klassischer Musik erhielt sie ab 1955 bei verschiedenen Ordensschwestern nahe ihrer Geburtsstadt Hamilton, u. a. Klavierunterricht, und später an der Musikschule des St. Marys College in Auckland. Dazu reiste sie wöchentlich 120 km nach Ponsonby. Anschließend begann sie ein Musikstudium am London Opera Centre in der britischen Hauptstadt, das 1977 geschlossen wurde.

### Karriere
Major übernahm mehr als 30 Opernrollen und trat in zahlreichen internationalen Konzerten auf, so bei einem Rundfunk-Konzert des BBC in London, einem Open-Air-Konzert zusammen mit dem Cairo Symphony Orchestra in Ägypten und dem Benefizkonzert für Vera Lynn in London.
2006 war sie auf Einladung der Mariinsky Academy in St. Petersburg Mitglied der Jury des Internationalen Rimski-Korsakow-Wettbewerbs für junge Opernsänger.
2008 sang Malvina Major How Great Thou Art auf der Beerdigung des neuseeländischen Bergsteigers Edmund Hillary.
Im Jahr darauf präsentierte sie ihr Album My Life in Song auf einer Tournee durch den Norden Neuseelands, 2010 setzte sie die Tour dann auf der Südinsel fort.
Mehrere Schallplatten und CDs erschienen mit ihren Aufnahmen. Für das neuseeländische Fernsehen wurden die Opern Tosca, Die Entführung aus dem Serail, Der Barbier von Sevilla und Carmen unter ihrer Mitwirkung aufgezeichnet.
Im Jahr 1992 gründete sie eine Stiftung zur Förderung neuseeländischer Nachwuchstalente, später wurde die Förderung auf Holland und die USA ausgedehnt. Zum Beispiel erhielt die aufstrebende Sängerin Hayley Westenra von ihr privaten Gesangsunterricht. Im August 2008 sang sie neben Solostücken auch ein Duett mit ihrer Schülerin auf einer Tournee des Christchurch Cathedral Choir durch Großbritannien.
Derzeit ist sie Professorin für Gesang an der Universität von Waikato in ihrer Heimatstadt Hamilton. Sie empfing die Ehrendoktorwürde sowohl von der Waikato Universität als auch von der Massey Universität.
Für drei Jahre war sie Präsidentin der Stiftung Diana, Princess of Wales Memorial Fund, welche zum Ende des Jahres 2012 aufgelöst wurde.

## Orden und Ehrenzeichen
In Anerkennung ihrer Leistungen wurde sie von der britischen Krone 1991 als Dame Commander des Order of the British Empire geadelt und wurde Ende 2007 als Dame Grand Companion in den New Zealand Order of Merit aufgenommen. 2012 wurde sie in den Order of New Zealand aufgenommen.

## Diskografie
- 1989 – Il Barbiere Di Siviglia
- 1990 – Arias From Die Entführung Aus Dem Serail, Don Giovanni, Elisabetta Regina d’Inghilterra, Il Barbiere Di Siviglia, Suor Angelica, Carmen, Otello
- 1992 – I Remember
- 1992 – Dame Malvina in Concert
- 1997 – Alleluia
- 2003 – Viva Malvina!: The Lives of Dame Malvina Major
- 2003 – Perfect Strangers: A Chilling Romance
- 2004 – Recital 1968
- 2005 – Dame Kiri and friends – Gala Concert
- 2008 – L’Amico Fritz, Act I: Viva lo zingaro! (mit Luciano Pavarotti)
- 2009 – My Life in Song
- 2011 – Christmastime
- 2012 – Casta Diva

## Auszeichnungen
- 1963: Gewinnerin des Mobil Song Quest-Gesangswettbewerbs in Neuseeland
- 1965: Gewinnerin des Sun-Aria-Gesangswettbewerbs in Melbourne
- 1966: Kathleen Ferrier Award
- 1998: Benny Award von der Variety Artists Club of New Zealand Inc.[6]